# Ron Reagan
Pour les articles homonymes, voir Reagan (homonymie).
Ronald Prescott Reagan dit Ron Reagan, né le 20 mai 1958, est le fils du président Ronald Reagan et de sa deuxième femme Nancy Reagan. Ses vues politiques sont opposées à celles de son père : il est membre du Parti démocrate. En 2004, il se lève comme un fervent opposant au président George W. Bush.